# Estação São Miguel Paulista
A Estação São Miguel Paulista é uma estação ferroviária pertencente à Linha 12–Safira da CPTM, localizada no distrito de São Miguel Paulista, na zona leste do município de São Paulo.

## História
A estação foi construída pela EFCB em 7 de fevereiro de 1926, junto com a Variante de Poá, que foi inaugurada somente em 1 de janeiro de 1934. No fim dos anos 1970 foi reconstruída pela RFFSA, tendo sido reinaugurada em 10 de junho de 1982. Foi administrada pela CBTU até 1994, quando foi repassada (junto com as outras linhas e estações da CBTU) à CPTM.
O projeto de reconstrução da estação a oeste da atual foi apresentado inicialmente em 2002, no Plano Diretor da CPTM. Em 2004, foi contratado o escritório Una Arquitetos, para o desenvolvimento do projeto básico. Apesar de ter sido anunciada em junho de 2007, a reconstrução da estação continuou no papel até o início da década de 2010, quando foi contratado o projeto executivo.
Em 2010, começou a ser implantada a nova estação um pouco mais à frente, no sentido Brás. Após alguns atrasos, a nova estação foi entregue em 29 de julho de 2013, porém só com a via no sentido Brás funcionando, pois, para embarcar no sentido Calmon Viana, ainda era preciso utilizar a estrutura antiga. Em 3 de agosto de 2013, a nova estação passou a funcionar definitivamente nos dois sentidos, sendo desativada a antiga estação, na Rua Salvador de Medeiros. A nova estação foi inaugurada apenas com o acesso sul, próximo à Praça Padre Aleixo Monteiro Mafra; em 21 de outubro de 2014 foi inaugurado o acesso norte, feito pelo Jardim Lapenna. Assim, pode-se também passar de um lado para o outro, servindo de passarela de interligação entre os bairros.
O deslocamento da estação de sua localização original causou prejuízos ao centro comercial de São Miguel, em especial ao calçadão da Rua Serra Dourada, implantado em 1979 em frente à saída sul da antiga estação, sendo o único do seu tipo fora da região central de São Paulo.
Apesar do protesto dos comerciantes locais e da promessa do projeto de um novo acesso para a estação reconstruída feita em 2013, que atenderia as ruas Salvador de Medeiros e Serra Dourada, nenhuma obra foi realizada até o momento.

## Tabela
| Sigla | Estação             | Inauguração          | Integração               | Plataforma | Posição    | Notas                                                                           |
| ----- | ------------------- | -------------------- | ------------------------ | ---------- | ---------- | ------------------------------------------------------------------------------- |
| SMP   | São Miguel Paulista | 1 de janeiro de 1934 | Bilhete Único da SPTrans | Central    | Superficie | Estação construída pela EFCB Reconstruída pela RFFSA e posteriormente pela CPTM |

## Obra de arte
A estação São Miguel Paulista possui um painel do artista plástico Alex Flemming, chamado Olhos (2012). Composto em painel metálico com pintural em esmalte, retrata 25 olhos humanos.